# Ustwo
Ustwo是一家位于英國伦敦肖迪奇的软件开发工作室，于2004年成立。工作室在2014年发布纪念碑谷。2019年，Ustwo內有一名員工試圖組建工会，結果遭到解雇。

## 開發遊戲
紀念碑谷
紀念碑谷2
紀念碑谷3